# Велко Костов
Велко Христов Костов е български революционер, деец на Върховния македоно-одрински комитет и Вътрешната македоно-одринска революционна организация.

## Биография
Велко Костов е роден в 1860 година в охридското село Търпейца. Емигрира в Свободна България, където влиза в средите на македонската революционна емиграция. В 1895 година се присъединява към новосъздадената Македонска организация, привлечен от водача ѝ Трайко Китанчев. През лятото на същата година участва в Четническата акция с четата на Кочо Муструка и взима участие във всички сражения в Кочанско и Винишко.
Активен деец е на Добричкото македонско дружество и събира помощи за Македонската организация из добруджанските села.
В 1902 година влиза в четата на подпоручик Сотир Атанасов и с нея участва в Горноджумайското въстание на Върховния комитет през есента на същата година. На следната 1903 година участва в Илинденско-Преображенското въстание с четата на ВМОРО на Георги Сугарев в Битолско.
При избухването на Балканската война в 1912 година е доброволец в Македоно-одринското опълчение и служи в 3-а рота на 6-а охридска дружина. Награден е с орден „За храброст“ IV степен. Участва във всички действия на дружината от 1 октомври 1912 година до уволнението си на 10 август 1913 година.
Взима участие и в Първата световна война, като от 1916 до 1918 година е водач и преводач на османския Двадесет и пети полк в Добруджа.
На 14 април 1943 година, като жител на Варна, подава молба за българска народна пенсия, която е одобрена и пенсията е отпусната от Министерския съвет на Царство България.
Умира на 20 август 1943 година.